# Comtat de Crook (Wyoming)
El Comtat de Crook és un comtat localitzat a Wyoming, als Estats Units. El 2010 tenia 7.083 persones, una pujada des dels 5.887 del 2000. La seva seu de comtat és Sundance.

## Història
El Comtat de Crook es va establir el 1875. Va ser nomenat pel General de Brigada George Crook. un comandant durant les Guerres Índies.

## Geografia
Segons l'Oficina del Cens dels Estats Units, el comtat té una àrea total de 7.435,9 km², dels quals 7.404,8 km² són terra i 31,1 km² són aigua (0,42%). El punt més baix de l'estat de Wyoming és localitzat en el Belle Fourche River, al Comtat de Crook, des d'on flueix fora de Wyoming cap a Dakota del Sud.
El Devils Tower National Monument es localitza en el Comtat de Crook.

### Autopistes importants
- Interstate 90
- U.S. Highway 14
- U.S. Highway 16
- U.S. Highway 212
- Wyoming Highway 24
- Wyoming Highway 51
- Wyoming Highway 111
- Wyoming Highway 112
- Wyoming Highway 113
- Wyoming Highway 116
- Wyoming Highway 585

- Interstate 90
- U.S. Highway 14
- U.S. Highway 16
- U.S. Highway 212
- Wyoming Highway 24
- Wyoming Highway 51
- Wyoming Highway 111
- Wyoming Highway 112
- Wyoming Highway 113
- Wyoming Highway 116
- Wyoming Highway 585

### Comtats adjacents
|  |  |  |
|  |  |  |
|  |  |  |

### Espais protegits nacionals
- Black Hills National Forest (en part)
- Devils Tower National Monument
- Thunder Basin National Grassland (en part)

## Demografia
Segons el cens del 2000, hi havia 5.887 persones, 2.308 llars, i 1.645 famílies residint en el comtat. La densitat de població era aproximadament d'1 persona per quilòmetre quadrat. Hi havia 2.935 habitatges en una densitat aproximada de 0 per quilòmetre quadrat. La composició racial del comtat era d'un 97,86% blancs, un 0,05% negres o afroamericans, un 1,02% natius americans, un 0,07% asiàtics, un 0,25% d'altres races, i un 0,75% de dues o més races. Un 0,92% de la població eren hispànics o llatinoamericans de qualsevol raça. Un 34,1% de la població era de descendència alemanya, un 14,6% d'anglesa, un 7,8% d'irlandesa i un 6,8% estatunidenca segons el cens del 2000.
Hi havia 2.308 llars de les quals un 32,30% tenien menors d'edat vivint amb ells, un 62,30% eren parelles casades visquent juntes, un 5,40% tenien una dona sense cap marit present, i un 28,70% no eren famílies. Un 24,90% de totes les llars estaven compostes únicament per individuals i un 10,30% hi tenien algú vivint-hi d'edat 65 o més. La mitjana de mida de la llar era de 2,51 persones i la mitjana de mida de la família era de 3,01 persones.
Al comtat la població s'estenia amb un 26,90% sota l'edat de 18, un 6,60% dels 18 als 24, un 24,60% dels 25 als 44, un 27,20% dels 45 als 65, i un 14,70% eren d'edat 65 o més. L'edat mediana era de 40 anys. Per cada 100 dones hi havia 102,40 homes. Per cada 100 dones d'edat 18 i més, hi havia 101,80 homes.
Els ingressos de mediana per llar en el comtat eren de 35.601 $, i l'ingrés medià per família era de 43.105 $. Els homes tenien un ingrés mitjà de 34.483 $ mentre que les dones en tenien de 18.967 $, indicant un nivell relativament alt de desigualtat d'ingressos basada en gendre. La renda per capita era de 17.379 $. Un 7,8% de les famílies i un 9,10% de la població estaven per davall del llindar de la pobresa, incloent-hi un 9,90% d'aquells d'edat 17 o menys i un 11,80% d'edat 65 o més.

## Comunitats

### Pobles
- Hulett
- Moorcroft
- Pine Haven
- Sundance

### Àrees no incorporades
- Aladdin
- Alva
- Beulah

## Política
El Comtat de Crook és històricament republicà en les eleccions presidencials. L'últim demòcrata en ser votat per la majoria en el comtat va ser Franklin D. Roosevelt el 1932. En les cinc últimes eleccions presidencials el candidat demòcrata ha rebut menys d'un 24% dels vots.
A la Cambra de Representants de Wyoming el comtat és representat pel republicà Mark Semlek des del 2003.